# Джильято
Джильято (італ. Gigliato) або Карліно (італ. Carlino) — срібна монета типу грош, вперше викарбувана в 1303 році Карлом II Анжуйським у Неаполі, а згодом також у Провансі в 1330 році. Назва монети походить від числених лілій (італ. giglio, вимовляється джильйо), розміщених в квадрантах хреста, зображеного на реверсі, а також обвитих навколо його рамен. Монета важила біля 4 г. і містила 3,7 г. чистого срібла.
У звязку із великими вмістом срібла та значними обсягами карбування, в XIV столітті ця монета набула великої популярності і копіювалась іншими державами, зокрема папською курією в Авіньйоні, орденом лицарів-госпітальєрів на Родосі та турецькими емірами в Малій Азії, такими як емір Сарухана.

## Передумови появи
Карл I Анжуйський, молодший брат короля Франції Людовика IX, залишив своєму синові у спадок Неаполітанське королівство та систему монет із золотими та срібними монетами карліно, які через зображення на реверсі обох монет сцени Благовіщення, отримали назву салюто (від італ. saluto — вітання). Карл II Анжуйський спочатку продовжував карбувати ці монети, але зміни у відносних ринкових цінах на золото та срібло в Європі, а також поширена підробка та обрізка (тобто зрізання металу з краю монет із дорогоцінних металів) та поширені чутки про те, що монетний двір «псує» монети, призвели до проблем з обігом старих монет королівства. Спроби вирішити проблему за допомогою законодавчих указів в 1293, 1298 і 1301 роках тільки погіршили ситуацію.
Зіткнувшись з постійним відтоком своїх монет, в 1303 році Карл II Анжуйський зробив повну заміну старої монетної системи. Він повністю відмовився від карбування золотих монет, а замість срібної монети свого батька типу салюто, що важив 3,2 г., почав карбувати більш важку срібну монету вагою 4 г., яка хоч і отримала офіційну називу карліно (таку ж, які носили монети його батька, але тепер вже на честь Карла II), але в подальшому через зображення на реверсі хреста з ліліями стала широко відома як джильято.

## Опис

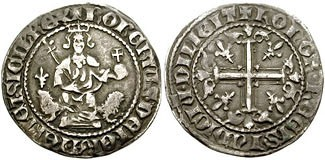
Срібний джильято Роберта Доброго 1310 року (25 мм, 3.81 г.)

Джильято Карла II Анжуйського мав діаметр 24 мм і важив 4,01 грама срібла 929 проби, тобто містив 3,73 грама чистого срібла.
На аверсі зображено короля в маєстаті (сидячи на троні). Це схоже на зображення, що містилось на римських срібних гроссо, що карбувались в 1253-1256. Трон має бильця у формі левів з обох боків, а король тримає скіпетр і державу, увінчану хрестом. Легенда KAROL SCD DEI GRA IERL ET SICIL REX, (Карл Другий, король Єрусалиму та Сицилії).
На реверсі зображено хрест із ліліями на кінцях його рамен та додатковими ліліями у квадрантах. Через велику кількості лілій (італ. giglio — джильйо), монета отримала свою неофіційну назву джильято або за провансальською назвою — гільят. Легенда HONOR REGIS IVDICIVM DILIGIT (честь короля любить правосуддя), походить від Псалма 99,4 і відповідала благочестивому Карлу II. Та сама легенда була повторно використана значно пізніше на монетах Якова VI Шотландського.

## Історія

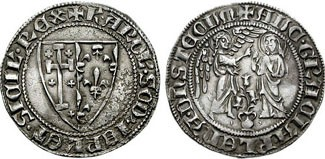
Срібний карліно (салюто) Карла II Анжуйського із зображенням Благовіщення (3,2 г.). В 1303 році був замінений на джильято (4,0 г.)

Срібний карліно (джильято) Карла II Анжуйського вперше був вперше викарбуаний в 1303 році. Нова монета важила 4,01 г. срібла і мала діаметр 24 мм, параметри, подібні до провідної срібної монети того часу, французького турського гроша (фр. gros tournois) та римського гроссо (італ. grosso rinforzato). Зовнішннє оформлення джильято було більш типовим для французьких золотих монет, особливо для флоринів Філіпа I Вродивого, ніж для італійських срібних монет.

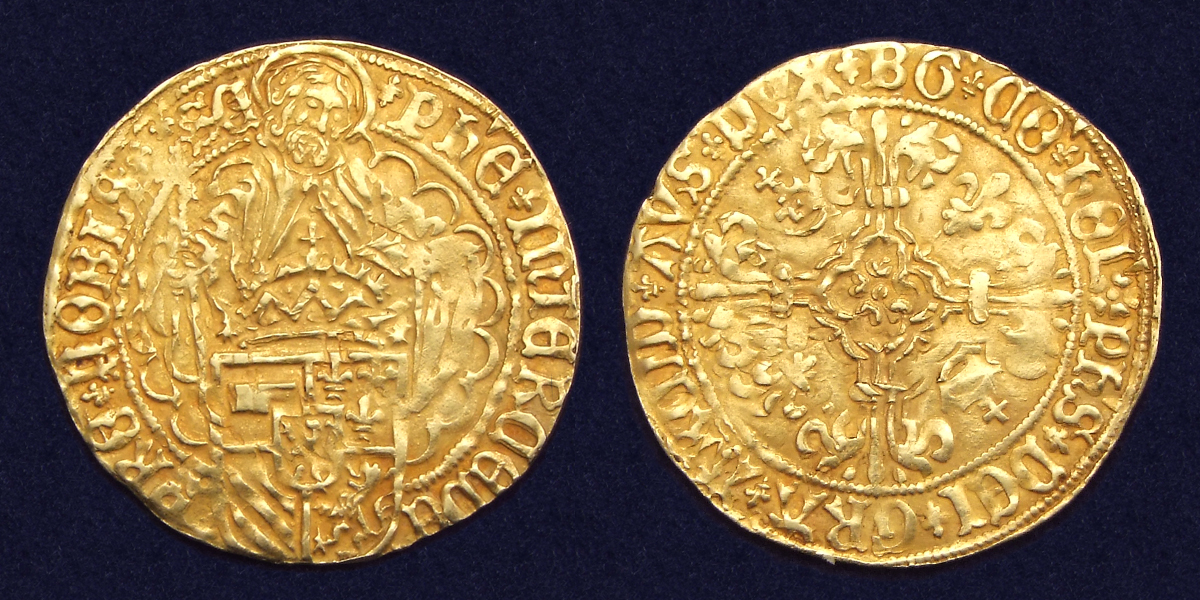
Французький флорін Філіпа I Вродливого, дизайн якого, імовірно, став прообразом для дизайну джильято

На монеті був зображений Карл II на троні з титулом «король Єрусалиму та Сицилії». Цей титул обумовлений тим, що його батько, Карл I, розширив свої володіння на Балканах і в 1277 році придбав претензії на Єрусалимське королівство, хоча християни не володіли Єрусалимом з 1187 року, коли його захопив султан Салах ед Дін. У 1291 році останній залишок Єрусалимського королівства, місто Акра, також було втрачено, але навіть сам титул все ще залишався престижним. Крім того, острівна частина Сицилійського королівства, яке Карл I Анжуйський завоював у 1266 році, була втрачена під час повстання 1282 року під назвою Сицилійська вечірня. Сам Карл II Анжуйський потрапив у полон під час наступної війни за Сицилію і відмовився від своїх претензій на острів як умову свого звільнення в 1288 році. Проте його союзник, Папа Римський звільнив його від цієї обіцянки, і мирний договір 1302 року в Кальтабеллотті закріпив за ним право використання титулу короля Сицилії, хоча фактично під його управлінням залишилась тільки материкова частини королівства зі столицею в Неаполі, а самим островом Сицилія він не володів.
Третій син і наступник Карла II Анжуйського, неаполітанський король Роберт Добрий став лідером гвельфської партії в Італії. Щоб оплатити свої активні кампанії проти гібелінів, Роберт викарбував величезну кількість джильято. У XIV столітті викарбовані Робертом джильято з вагою близько 4 г і вмістом чистого срібла 3,72 г. стали однією з найпоширених срібних монет у Східному Середземномор'ї, особливо в Леванті. Ці монети також відомі під назвою «робертіно». Подібні до джильято монети виготовляли в Арелатському королівстві в Провансі, Угорському королівстві, на островах Хіос, Родос, в Авіньйоні та в інших місцях середньовічної Європи та Азії.
Однак під час правління Ладислава Великодушного (1386—1414) дефіцит срібла в Західній Європі змусив його зменшити розмір своїх монет до половини та чверті джильято з тим самим малюнком.

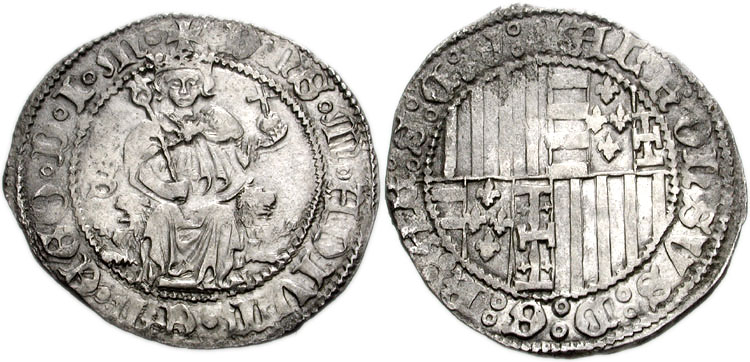
Арагонська монета типу джильято Альфонсо V (1435/42-1458).

Джильято мав такий успіх, що пережив Анжуйську династію. Після того, як повстання 1285 року розділила Неаполь і Сицилію, арагонці на острові впровадили власний тип монет. Коли в 1442 році Альфонсо V Арагонський нарешті знову возз'єднав Неаполь і Сицилію, він перейняв джильято від свого переможеного опонента. Проте зміна дизайну реверсу монети не залишала сумнівів, яка сторона врешті перемогла. Усі квіткові лілії на джильято, які дали назву монеті та були символом Франції, поступилися місцем гербу, який у добре зрозумілій геральдичній символіці того часу показував, що тепер колишній анжуйський Неаполь, разом з його претензіями на Єрусалим належать Арагонській Короні. Сірбна монета Альфонсо V, розроблена на основі джильято, стала вдомою під назвою альфонсіно.

## Поширення джильято за межами Неаполітанського королівства

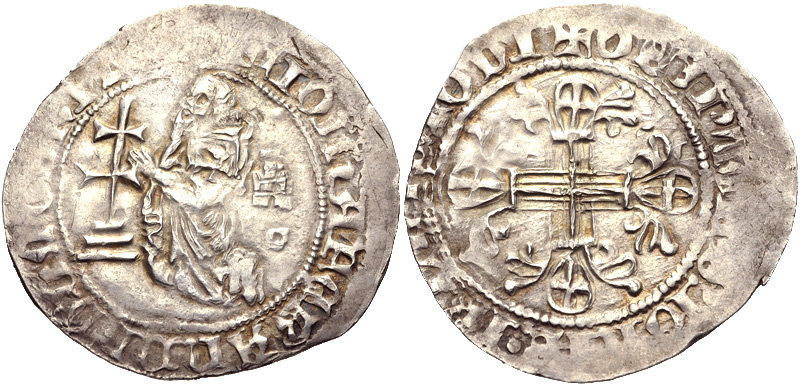
Срібний джильято Хуана Фернандеса де Ередіа, великого магістра лицарів Родосу (1376—1396) (29 мм, 3.90 г, 12h).

Одруження Карла I Анжуйського та графині Провансу в 1246 році дало його династії контроль над цим французьким регіоном. У 1330 році Роберт Добрий почав там також карбувати джильято. У той час в Провансі перебував Авіньйонський папський двір, і Папа Іоанн XXII почав карбувати власну версію джильято в Авіньйоні. Папа також сидів на троні з левами, але тепер носив митру і тримав хрест. Хрест на реверсі все ще мав флер-де-ле на раменах, але не мав жодного в кутах. Папа Климент VI замінив хрест на реверсі на знаки папства з перехрещеними ключами, а Папа Урбан V перевіз і папство, і ці монети до Риму. Вони стали настільки важливою частиною папського карбування, що навіть антипапа Іоанн XXIII викарбував їх.

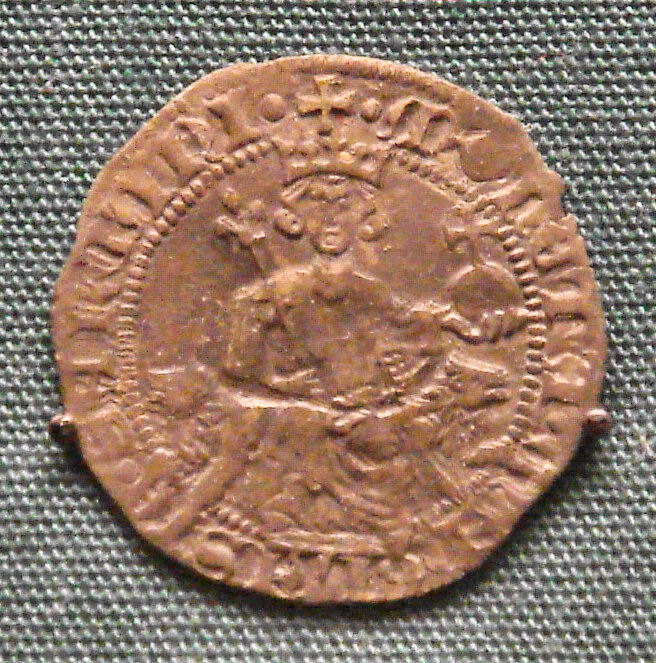
Срібний джильято бея Сарухана, 1313—1348, Лідія в західній Анатолії.

Інші монетні двори в Провансі, особливо вздовж річки Рона, також імітували джильято, але один уродженець Провансу переніс їх далі. Еліон де Вільнев став великим магістром Ордену лицарів-госпітальєрів, що розміщувався на Родосі і виявив, що його монети, що нагадували візантійські аналоги, не сприяли торгівлі. Він замінив їх монетами зі стандартом ваги джильято та реверсом, явно похідним від нього, але з аверсом, заснованим на печатці його ордена. Хоча неаполітанські джильято були більш поширені в східному Середземномор'ї, схоже, що прообразом для джильято госпітальєрів стала саме провансальська монета.
Одруження Карла II Анжуйського з дочкою короля Угорщини Стефана V, дало його онуку Карлу Роберту права на цю країну, і він став королем у 1308 році. Там він почав карбувати великі срібні монети, копіюючи тип аверсу джильято, але використовуючи реверс для геральдики, що символізувало його походження від Стефана V Угорського та Карла II Анжуйського. Розширення Анжуйської імперії було не єдиним фактором поширення джильято. Банкіри, які керували своїми неаполітанськими монетними дворами, також вели бізнес у Леванті, і скарби свідчать про те, що туди потрапило багато джильяті і їх тип наслідували також у східному Середземномор'ї. Деякі імітації явно виготовлялись з метою бути виданими за оригінали. Інші, наприклад ті, що були вибиті на Хіосі, використовували лише характерний дизайн джильято.